# Armia Unii
Armia Unii (ang. Union Army) – US Army podczas wojny secesyjnej, czyli siły zbrojne walczące po stronie Unii. Określana też mianami: Armia Federalna (Federal Army), Armia Narodowa (National Army), Armia Północy (Northern Army), U.S. Army.
Składała się z niewielkiej liczby jednostek Armii Stanów Zjednoczonych z czasów przed wybuchem wojny domowej, uzupełnionej licznymi oddziałami utworzonych przez ochotników i poborowych ze stanów Północy.
W latach 1861–1865 armia ta walczyła z Armią Stanów Skonfederowanych Ameryki, którą ostatecznie pokonała.
W ciągu wojny secesyjnej w Armii Unii służyło około 2,5 miliona żołnierzy, z których około 390 tysięcy zginęło, a około 280 tysięcy zostało rannych.

## Odznaczenia rang

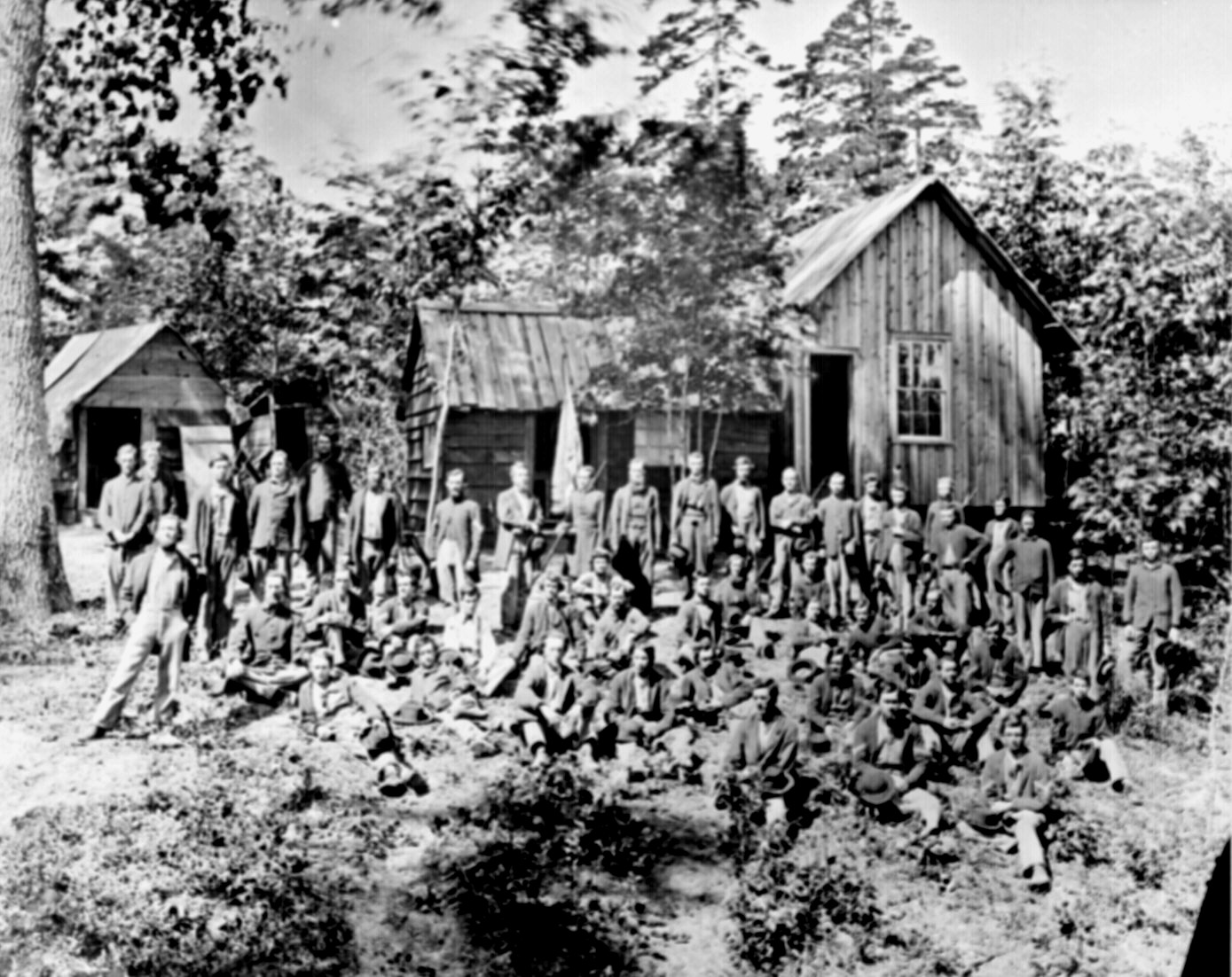
Jeden z oddziałów Armii Unii: 21 Ochotniczy Pułk z Michigan

Ranga oficera była zaznaczana na epoletach (mundur galowy) lub na naramiennikach. Ówczesny system oznaczeń nieznacznie różnił się od dzisiejszego: podporucznicy nie mieli żadnych symboli, porucznicy jedną srebrną belkę, kapitanowie dwie srebrne belki, majorowie złote liście dębu, podpułkownicy srebrne liście dębu, a pułkownicy srebrnego orła.
Generałowie nosili srebrne gwiazdki, odpowiednio: generał brygady jedną, generał major dwie, generał porucznik trzy. Wyżsi oficerowie doszywali czasem złote węzły austriackie na mankietach, jednakże praktyka niosła ze sobą ryzyko ostrzelania przez własnych żołnierzy, gdyż identyczne insygnia nosili oficerowie konfederaccy.

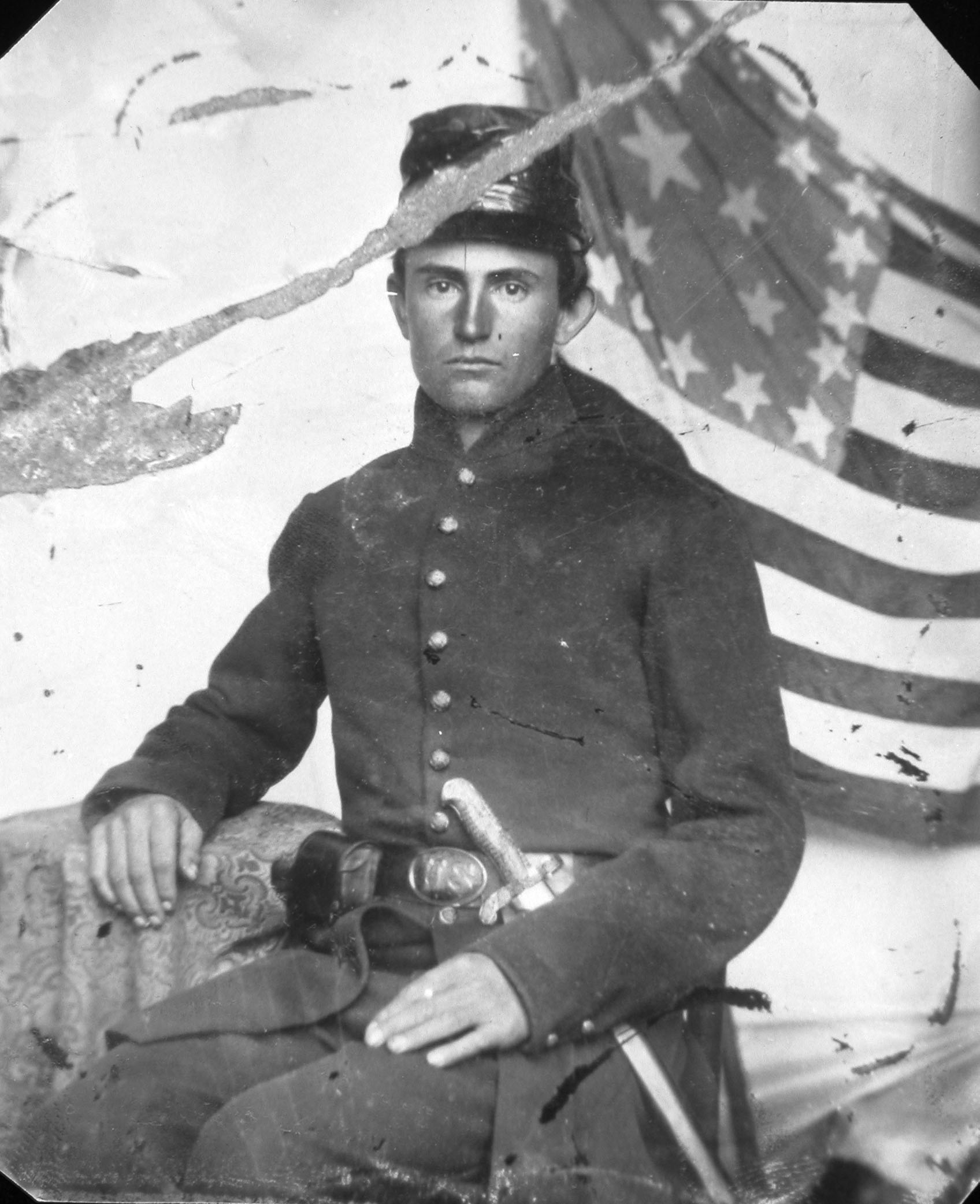
Zdjęcie szeregowca Armii Unii, Samuela K. Wilsona (1841–1865)

| Rangi oficerskie Armii Unii | Rangi oficerskie Armii Unii | Rangi oficerskie Armii Unii | Rangi oficerskie Armii Unii | Rangi oficerskie Armii Unii | Rangi oficerskie Armii Unii | Rangi oficerskie Armii Unii | Rangi oficerskie Armii Unii | Rangi oficerskie Armii Unii | Rangi oficerskie Armii Unii | Rangi oficerskie Armii Unii |
| Generał porucznik           | Generał major               | Generał brygady             | Pułkownik                   | Podpułkownik                | Major                       | Kapitan                     | Porucznik                   | Podporucznik                |                             |                             |
| --------------------------- | --------------------------- | --------------------------- | --------------------------- | --------------------------- | --------------------------- | --------------------------- | --------------------------- | --------------------------- | --------------------------- | --------------------------- |

| Rangi szeregowe i podoficerskie | Rangi szeregowe i podoficerskie | Rangi szeregowe i podoficerskie | Rangi szeregowe i podoficerskie | Rangi szeregowe i podoficerskie | Rangi szeregowe i podoficerskie | Rangi szeregowe i podoficerskie | Rangi szeregowe i podoficerskie | Rangi szeregowe i podoficerskie | Rangi szeregowe i podoficerskie | Rangi szeregowe i podoficerskie |
| Sierżant-major                  | Sierżant-kwatermistrz           | Sierżant służby uzbrojenia      | Starszy sierżant                |                                 |                                 |                                 |                                 |                                 |                                 |                                 |
| Sierżant                        | Kapral                          | Muzyk                           | Szeregowy                       |                                 |                                 |                                 |                                 |                                 |                                 |                                 |
|                                 |                                 | –                               | –                               |                                 |                                 |                                 |                                 |                                 |                                 |                                 |
| ------------------------------- | ------------------------------- | ------------------------------- | ------------------------------- | ------------------------------- | ------------------------------- | ------------------------------- | ------------------------------- | ------------------------------- | ------------------------------- | ------------------------------- |